# Lijst van voetbalinterlands Engeland - Tsjecho-Slowakije
Deze lijst van voetbalinterlands is een overzicht van alle officiële voetbalwedstrijden tussen de nationale teams van Engeland en Tsjecho-Slowakije. De landen speelden in totaal twaalf keer tegen elkaar. De eerste ontmoeting, een vriendschappelijke wedstrijd, werd gespeeld in Praag op 16 mei 1934. Het laatste duel, eveneens een vriendschappelijke wedstrijd, vond plaats op 25 maart 1992 in Praag.

## Wedstrijden
| №  | Plaats      | Datum            | Competitie           | Wedstrijd                    | Uitslag |
| -- | ----------- | ---------------- | -------------------- | ---------------------------- | ------- |
| 1  | Praag       | 16 mei 1934      | Vriendschappelijk    | Tsjecho-Slowakije – Engeland | 2 – 1   |
| 2  | Londen      | 1 december 1937  | Vriendschappelijk    | Engeland – Tsjecho-Slowakije | 5 – 4   |
| 3  | Bratislava  | 29 mei 1963      | Vriendschappelijk    | Tsjecho-Slowakije – Engeland | 2 – 4   |
| 4  | Londen      | 2 november 1966  | Vriendschappelijk    | Engeland – Tsjecho-Slowakije | 0 – 0   |
| 5  | Guadalajara | 11 juni 1970     | WK 1970              | Tsjecho-Slowakije – Engeland | 0 – 1   |
| 6  | Praag       | 27 mei 1973      | Vriendschappelijk    | Tsjecho-Slowakije – Engeland | 1 – 1   |
| 7  | Londen      | 30 oktober 1974  | EK 1976 kwalificatie | Engeland – Tsjecho-Slowakije | 3 – 0   |
| 8  | Bratislava  | 30 oktober 1975  | EK 1976 kwalificatie | Tsjecho-Slowakije – Engeland | 2 – 1   |
| 9  | Londen      | 29 november 1978 | Vriendschappelijk    | Engeland – Tsjecho-Slowakije | 1 – 0   |
| 10 | Bilbao      | 20 juni 1982     | WK 1982              | Tsjecho-Slowakije – Engeland | 0 – 2   |
| 11 | Londen      | 25 april 1990    | Vriendschappelijk    | Engeland – Tsjecho-Slowakije | 4 – 2   |
| 12 | Praag       | 25 maart 1992    | Vriendschappelijk    | Tsjecho-Slowakije – Engeland | 2 – 2   |

## Samenvatting
| Competitie        | Totaal gespeeld | Winst Engeland | Gelijk | Winst Tsjecho-Slowakije | Doelsaldo Engeland – Tsjecho-Slowakije |
| ----------------- | --------------- | -------------- | ------ | ----------------------- | -------------------------------------- |
| WK-eindronde      | 2               | 2              | 0      | 0                       | 3 − 0                                  |
| EK-kwalificatie   | 2               | 1              | 0      | 1                       | 4 − 2                                  |
| Vriendschappelijk | 8               | 4              | 3      | 1                       | 18 − 13                                |
| Totaal            | 12              | 7              | 3      | 2                       | 25 − 15                                |

Wedstrijden bepaald door strafschoppen worden, in lijn met de FIFA, als een gelijkspel gerekend.

## Details

### Vierde ontmoeting
| Vriendschappelijk (Londen, Verenigd Koninkrijk, 2 november 1966): |       |                   |
| Engeland                                                          | 0 – 0 | Tsjecho-Slowakije |
|                                                                   | goals |                   |

### Tiende ontmoeting
| WK 1982 (Bilbao, Spanje, 20 juni 1982): |              | |
| Engeland | 2 – 0        | Tsjecho-Slowakije |
| Trevor Francis 62' Jozef Barmoš 66' (e.d.) | goals        | |
| Ron Greenwood | bondscoach   | Jozef Vengloš |
| Peter Shilton Terry Butcher Mick Mills Kenny Sansom Phil Thompson Steve Coppell Bryan Robson 46' Ray Wilkins Trevor Francis Paul Mariner Graham Rix | opstellingen | 75' Stanislav Seman Jozef Barmoš Ladislav Jurkemik Jan Fiala Libor Radimec Pavel Chaloupka Jan Berger Rostislav Vojáček 78' Petr Janečka Zdeněk Nehoda Ladislav Vizek |
| Glenn Hoddle 46' | wissels      | 75' Karel Stromšik 78' Marián Masný |
| | gele kaarten | 40' Pavel Chaloupka |

### Elfde ontmoeting
| Vriendschappelijk (Londen, Verenigd Koninkrijk, 25 april 1990):    |       |                                    |
| Engeland                                                           | 4 – 2 | Tsjecho-Slowakije                  |
| Steve Bull 18' Stuart Pearce 24' Steve Bull 60' Paul Gascoigne 90' | goals | 11' Tomáš Skuhravý 82' Luboš Kubík |
| - Debuut van Lee Dixon (Arsenal) voor Engeland.                    |       |                                    |

### Twaalfde ontmoeting
| Vriendschappelijk (Praag, Tsjecho-Slowakije, 25 maart 1992): |       |                                  |
| Tsjecho-Slowakije                                            | 2 – 2 | Engeland                         |
| Tomáš Skuhravý 21' Jozef Chovanec 58'                        | goals | 28' Paul Merson 66' Martin Keown |